# بهتاش فريبا
بهتاش فاريبا، من مواليد 11 فبراير 1955 في طهران في إيران، لاعب كرة قدم إيراني سابق.
بدأ مسيرته الكروية مع نادي الأستقلال في عام 1977، ولعب معهم حتى عام 1979، وفي عام 1979 انتقل إلى نادي باس، ولعب معهم حتى عام 1981، وفي عام 1981 انتقل إلى نادي راه أهان، ولعب معهم حتى عام 1986.
و هو هداف كأس آسيا 1980 برصيد 9 أهداف، وهو أعلى رقم في تاريخ المسابقة.
و قد لعب مع منتخب إيران لكرة القدم منذ عام 1977 وحتى عام 1986.

## وصلات خارجية
- بهتاش فريبا على موقع الاتحاد الدولي (مؤرشف)  (الإنجليزية)
- بهتاش فريبا على موقع قاعدة بيانات كرة القدم.إي يو (الإنجليزية)
- بهتاش فريبا على موقع ناشيونال فوتبول تيمز (الإنجليزية)
- بهتاش فريبا على موقع عالم كرة القدم.نت (الإنجليزية)